# Сурновка (Смоленская область)
Сурновка — деревня в Рославльском районе Смоленской области России. Входит в состав Жарынского сельского поселения. Население — 34 жителя (2007 год).
Расположена в южной части области в 17 км к юго-востоку от Рославля, в 6 км южнее автодороги А141 Орёл — Витебск. В 10 км северо-восточнее деревни расположена железнодорожная станция Любестово на линии Рославль — Брянск.

## История
В годы Великой Отечественной войны деревня была оккупирована гитлеровскими войсками в августе 1941 года, освобождена в сентябре 1943 года.